# دم تنغ شيخ سركة (مارغون)
دم تنغ شیخ سرکة (بالفارسية: دم تنگ شیخ سرکه) هي قرية تقع في إيران في قسم مارغون الريفي. يقدر عدد سكانها بـ 12 نسمة بحسب إحصاء 2016.